# Vườn quốc gia Cilento, Vallo di Diano và Alburni
Vườn quốc gia Cilento, Vallo di Diano và Alburni (tiếng Ý: Parco nazionale del Cilento, Vallo di Diano e Alburni, là một vườn quốc gia nằm ở tỉnh Salerno, thuộc vùng Campania, miền Nam Ý. Nó bao gồm phần lớn Cilento, Vallo di Diano và Monti Alburni.
Vườn quốc gia này được thành lập ngày 6 tháng 12 năm 1991 để bảo vệ khu vực Cilento khỏi nạn đầu cơ nhà cửa và phát triển du lịch ồ ạt. Tên gọi trước đây của nó là Vườn quốc gia Cilento và Vallo di Diano. Năm 1998, nó đã trở thành di sản thế giới UNESCO .

## Địa lý
Đây là một trong những vườn quốc gia lớn nhất tại Ý, không bao gồm tất cả các đô thị tại Cilento và Vallo di Diano, bao gồm tất cả khu vực bờ biển Cilentan và khu vực rừng Pruno ở trung tâm vườn quốc gia. Văn phòng hành chính của vườn quốc gia nằm tại Vallo della Lucania.
Các đô thị thuộc vườn quốc gia này bao gồm: Agropoli, Aquara, Ascea, Auletta, Bellosguardo, Buonabitacolo, Camerota, Campora, Cannalonga, Capaccio-Paestum, Casalbuono, Casal Velino, Casaletto Spartano, Caselle in Pittari, Castel San Lorenzo, Castelcivita, Castellabate, Castelnuovo Cilento, Celle di Bulgheria, Centola, Ceraso, Cicerale, Controne, Corleto Monforte, Cuccaro Vetere, Felitto, Futani, Gioi, Giungano, Laureana Cilento, Laurino, Laurito, Lustra, Magliano Vetere, Moio della Civitella, Montano Antilia, Montecorice, Monteforte Cilento, Monte San Giacomo, Montesano sulla Marcellana, Morigerati, Novi Velia, Ogliastro Cilento, Omignano, Orria, Ottati, Perdifumo, Perito, Petina, Piaggine, Pisciotta, Polla, Pollica, Postiglione, Prignano Cilento, Roccadaspide, Roccagloriosa, Rofrano, Roscigno, Sacco, Salento, San Giovanni a Piro, San Mauro Cilento, San Mauro la Bruca, San Pietro al Tanagro, San Rufo, Santa Marina, Sant'Angelo a Fasanella, Sant'Arsenio, Sanza, Sassano, Serramezzana, Sessa Cilento, Sicignano degli Alburni, Stella Cilento, Stio, Teggiano, Torre Orsaia, Torchiara, Tortorella, Trentinara, Valle dell'Angelo và Vallo della Lucania.

## Hình ảnh

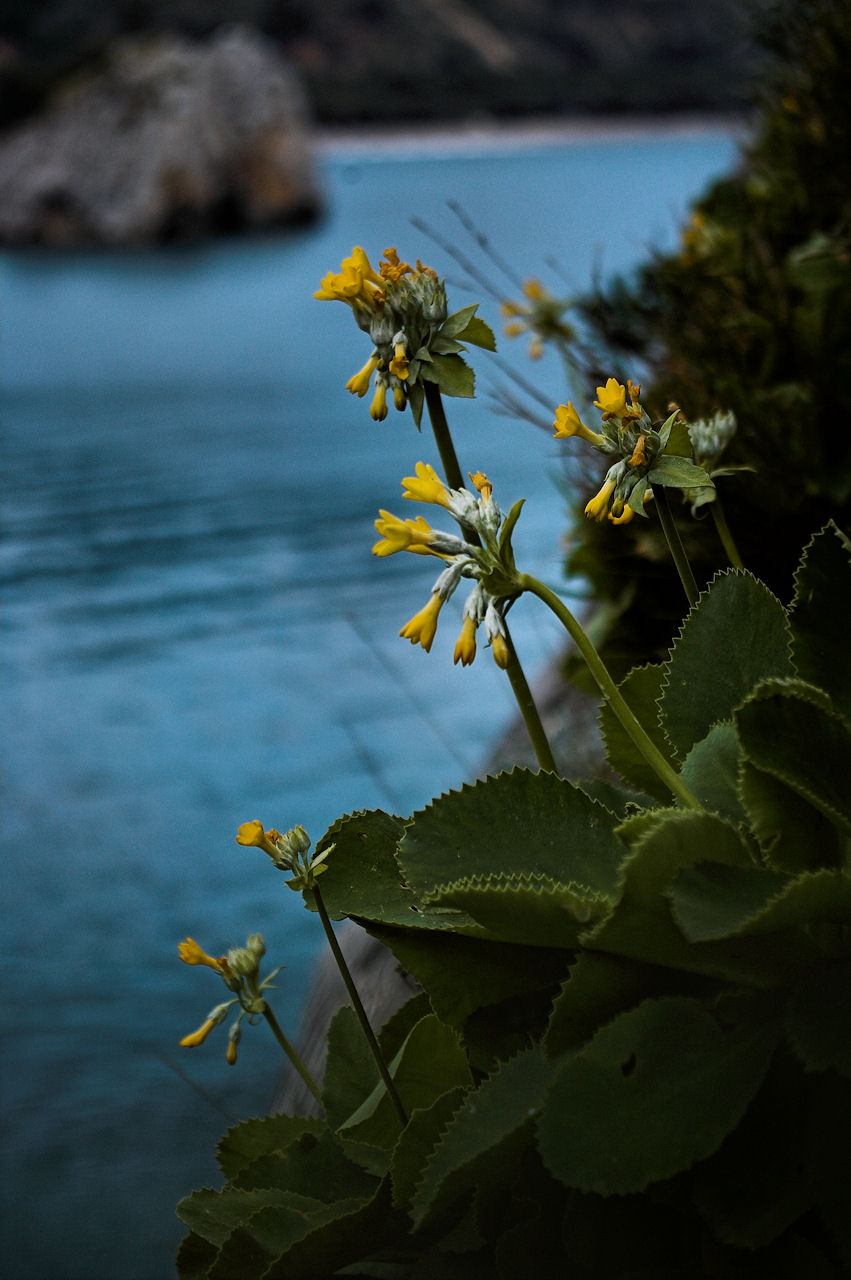
Primula palinuri, biểu tượng vườn quốc gia
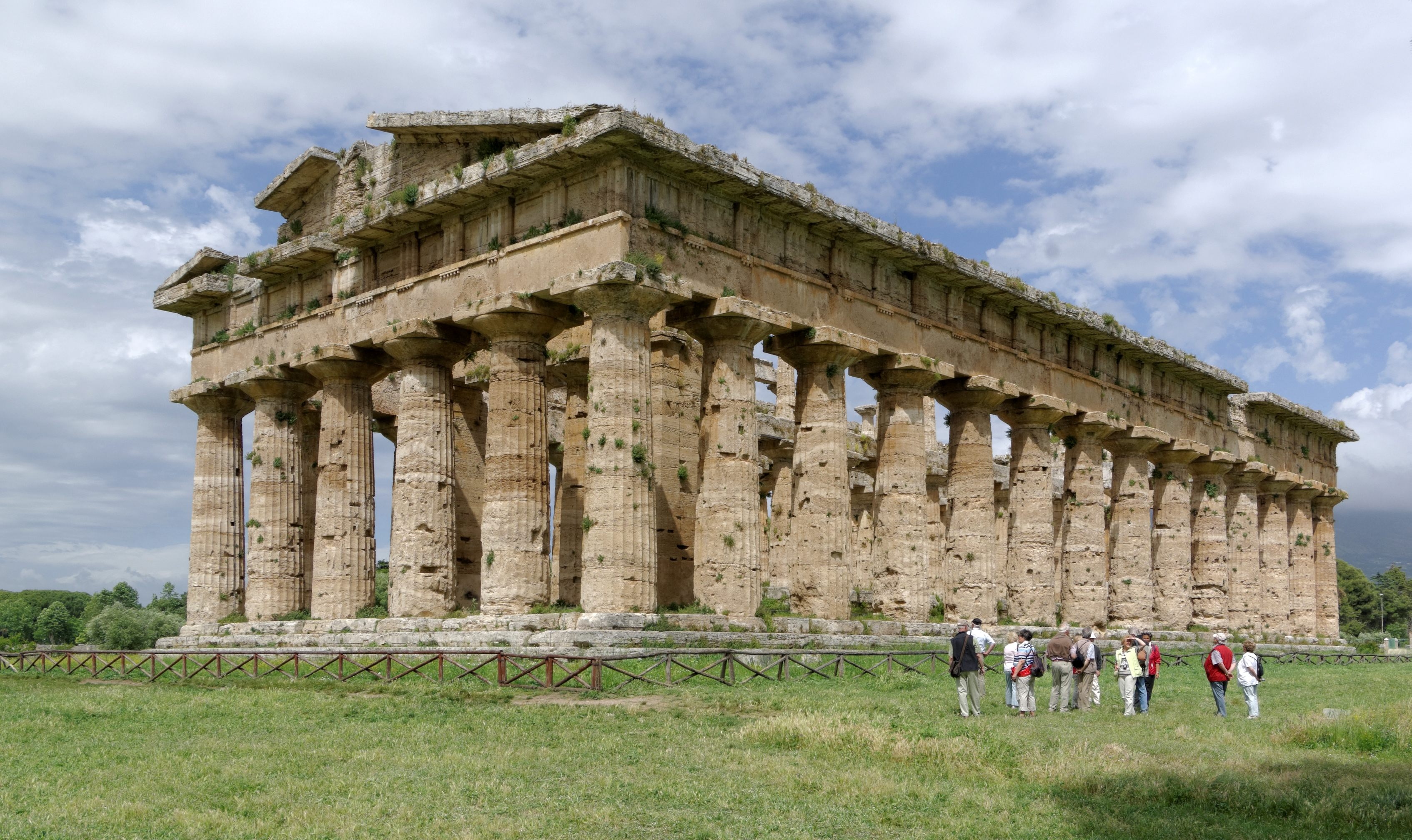
Đền Poseidon ở Paestum
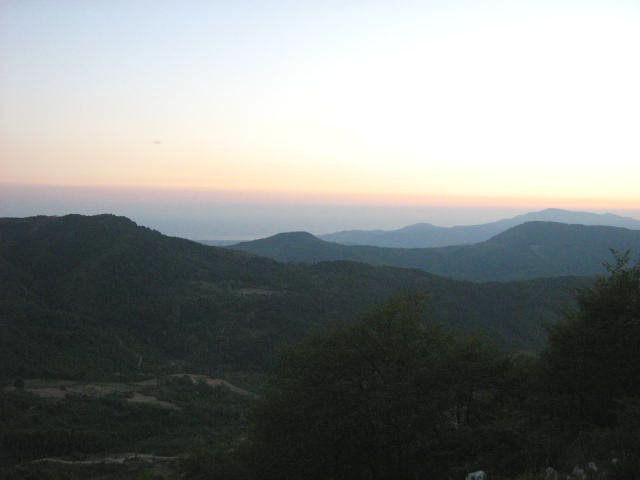
Dãy núi Pruno
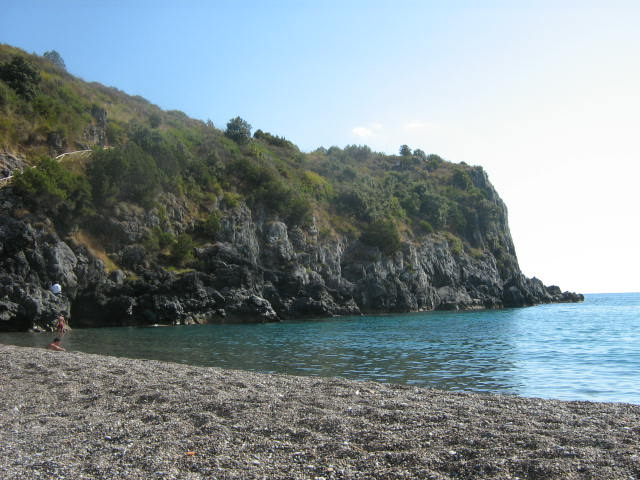
Bãi biển Lentiscella ở Marina di Camerota